# Jorgos Papanikolau
Jorgos Papanikolau, gr. Γιώργος Παπανικολάου (ur. 15 sierpnia 1977 w Atenach) – grecki polityk i prawnik, poseł do Parlamentu Europejskiego VII kadencji.

## Życiorys
Z wykształcenia prawnik, uzyskał doktorat w zakresie prawa publicznego na Uniwersytecie Ateńskim. Został przewodniczącym organizacji młodzieżowej ONNED działającej przy Nowej Demokracji. Pełni także funkcję rzecznika ND. W wyborach w 2009 uzyskał mandat posła do Parlamentu Europejskiego. Przystąpił do Europejskiej Partii Ludowej oraz do Komisji Wolności Obywatelskich, Sprawiedliwości i Spraw Wewnętrznych. W PE zasiadał do 2014, w tym samym roku został burmistrzem Glifady. Z powodzeniem ubiegał się o reelekcję w 2019 i 2023.